# Fabrice d'Almeida
Pour les articles homonymes, voir Almeida (homonymie).
Fabrice d'Almeida, né le 15 novembre 1963, est un historien français. Professeur d'histoire contemporaine et des médias à l'Institut français de presse, il est également vice-président de l'université Paris-II Panthéon-Assas. 

## Biographie

### Famille
Il est le fils d'Hélène d'Almeida-Topor, spécialiste des études africaines et particulièrement du Dahomey (ancien nom du Bénin) et longtemps l'une des figures centrales du Centre de recherches africaines de l'université Paris-I, le neveu de Roland Topor et le petit-fils de l'artiste Abram Topor.
Issu de la communauté afro-brésilienne par son père, il passe son enfance au Bénin.

### Formation
Agrégé d'histoire, titulaire d'une habilitation universitaire et ancien membre de l'École française de Rome, il est professeur à l'Institut français de presse, de l'université Panthéon-Assas, où il est notamment directeur du master 2 « Médias et mondialisation ».

### Travaux historiques
Ses travaux portent sur la culture et l'iconographie politiques en France et en Italie.
En 2017, il est promu docteur honoris causa de l'université Europa Prima de Skopje (Macédoine).

### Activités médiatiques
Depuis octobre 2016, Fabrice d'Almeida présente L'info dans le rétro sur Public Sénat, chaque vendredi soir à 23 h et Histoire d’Outre-mer un dimanche par mois à 20 h 50 sur France O.
Fabrice d'Almeida succède à Franck Ferrand en devenant le consultant histoire d'Europe 1 en juillet 2018.
Depuis 2022, il est consultant histoire de la radio France Info et tient une chronique hebdomadaire (L'info de l'histoire !).

## Distinctions
- 2023 :  Chevalier de l'ordre national du Mérite[8].
- 2022 :  Chevalier de l'ordre des Arts et des Lettres.

## Publications

### Ouvrages
- Images et propagande, Casterman, coll. « XXe siècle » (no 18), Paris, et Giunti, Florence, 1995, 191 p.  (ISBN 2-203-61019-0)
- Histoire et politique, en France et en Italie : L'exemple des socialistes, 1945-1983, préf. Gaetano Arfé, École française de Rome, coll. « Bibliothèque des Écoles françaises d'Athènes et de Rome » (no 302), Rome, 1998, 629 p.  (ISBN 2-7283-0528-5)[9]
- La Manipulation, Puf, coll. « Que sais-je ? » (no 3665), Paris,  2003, 128 p.  (ISBN 2-13-053332-9)
- Histoire des médias en France : De la Grande Guerre à nos jours, avec Christian Delporte, Flammarion, coll. « Champs », 2003 (no 3029) / « Université / Histoire », 434 p., Paris  (ISBN 2-08-083029-5)[10]
- La vie mondaine sous le nazisme, éd. Perrin, 2006, 418 p.  (ISBN 2-262-02162-7)
- Brève histoire du XXIe siècle, éd. Perrin, 2007, 174 p.  (ISBN 978-2-262-02707-0)
- La politique au naturel : Comportement des hommes politiques et représentations publiques en France et en Italie du XIXe au XXIe siècle, École française de Rome, coll. « Collection de l'École française de Rome » (no 388), Rome, 2007, 525 p.  (ISBN 978-2-7283-0606-0)
- Et si on refaisait l'histoire ?, avec Anthony Rowley, Odile Jacob, 2009, 222 p.  (ISBN 978-2-7381-2166-0)
- (codir.) Pleasure and Power in Nazi Germany, avec Pamela E. Swett et Corey Ross, Palgrave-Macmillan, New York, 2011,  308 p.  (ISBN 978-0-230-27168-5)
- Ressources inhumaines. Les gardiens de camps de concentration et leurs loisirs, Fayard, 2011  (ISBN 2213661782)
- Une histoire mondiale de la propagande : De 1900 à nos jours, Paris, Éditions de la Martinière, 2013, 200 p. (ISBN 978-2-7324-5294-4)
- Sur la trace des serial killers. À chaque époque son tueur, avec Marjorie Philibert, Éditions de la Martinière, 2015, 212 p.  (ISBN 978-2732465432)
- Nelson Mandela, PUF, 2018, 128 p.
- Archives secrètes des Armées, Gallimard, 2020, 240 p.
- Histoire mondiale des riches, Plon, 2022, 464 p.
- Génies du mal, comment ils font l'histoire, éd. Plon, 2024.

### Traducteur
- Mario Isnenghi, La Première Guerre mondiale, Casterman, coll. « XXe siècle » (no 8), Paris, et Giunti, Florence, 1993, 159 p.  (ISBN 2-203-61008-5)

### Éditeur scientifique ou directeur de publication
- La question médiatique : Les enjeux historiques et sociaux de la critique des médias, Séli Arslan, coll. « Histoire, cultures et sociétés », 1997, 224 p.  (ISBN 2-84276-010-7)
- L'éloquence politique : En France et en Italie de 1870 à nos jours, coll. « Collection de l'École française de Rome » (no 292), Paris, 2001, 330 p.  (ISBN 2-7283-0429-7)
- La circulation des élites européennes : Entre histoire des idées et histoire sociale, avec Henri Bresc et Jean-Michel Sallmann,  Séli Arslan, coll. « Histoire, cultures et sociétés », 2002, 254 p.  (ISBN 2-84276-073-5)
- Des gestes en histoire : Formes et significations des gestualités médicale, guerrière et politique, avec Anne-Claude Ambroise-Rendu et Nicole Edelman, Séli Arslan, coll. « Histoire, cultures et sociétés », 2006, 222 p.  (ISBN 2-84276-123-5)